# Common
Lonnie Rashied Lynn, Jr. (* 13. března 1972), známý jako Common (a dříve jako Common Sense), je americký rapper a herec. Jedná se o dvojnásobného držitele prestižní ceny Grammy.

## Biografie a kariéra

### Raná léta
Narodil se ve čtvrti South Side, Chicago roku 1972. Jeho rodiče se rozvedli roku 1978, po čem se jeho otec, bývalý hráč basketbalové ABA, odstěhoval do Denveru, Colorado. Dále vyrůstal s matkou, ale stále se stýkal i se svým otcem, který mu později zajistil práci u týmu Chicago Bulls. Navštěvoval chicagskou střední školu Luther High School South, kde založil rapové trio C.D.R. Po zakončení střední školy získal stipendium na Florida A&M University, kde dva roky studoval obchodní správu.

### 1992–1997: Počátky kariéry
Na začátku devadesátých let 20. století mu byl věnován článek v magazínu The Source v rubrice "Unsigned Hype". To vedlo k jeho upsání u nahrávací společnosti Relativity Records v roce 1992, kde vydal singl "Take It EZ". Tehdy začal používat pseudonym Common Sense.
V říjnu poté vydal i své debutové album Can I Borrow a Dollar?. Album nezaznamenalo nějaký velký úspěch, ale pomohlo budovat reputaci.
V říjnu 1994 u Relativity Records vydal své druhé album nazvané Resurrection. To zaznamenalo mnohem více dobrých kritik, a také se již dostalo do žebříčku Billboard 200, kde obsadilo 173. pozici. Lehce úspěšným singlem se stala píseň "Resurrection". Album bylo oblíbené hlavně u mimo mainstreamového posluchačstva.
Písní "I Used to Love H.E.R." z alba Resurrection rozpoutal spor s West Coast rapovou skupinou Westside Connection. Common v písni kritizoval popularitu Gangsta rapu. Skupina odpověděla v písni "Westside Slaughterhouse", Common poté v písni "The Bitch In Yoo". Spor byl součástí East Coast-West Coast hip hop rivalry a skončil ve stejné době jako celá rivalita mezi pobřežími.
Ve stejné době se musel soudit o své umělecké jméno s kalifornskou reggae skupinou stejného jména. Soud prohrál a zkrátil si svůj pseudonym jen na Common.
Album One Day It'll All Make Sense bylo vydáno, téměř po ročním odkladu, v září 1997 jako jeho poslední u Relativity Records, a také poslední, které celé produkoval producent No I.D. Umístilo se na 62 příčce žebříčku Billboard 200. Alba se v USA prodalo okolo 250 000 kusů. Také znovu sklidilo skvělé kritiky. Singl "Reminding Me (Of Sef)" (ft. Chantay Savage) zaznamenal menší úspěch.

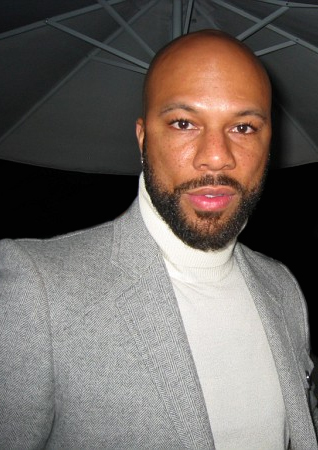
Common v roce 2006

### 2000–2003: MCA éra a Soulquarians
Kvalita alba One Day It'll All Make Sense vedla k podepsání smlouvy u major labelu MCA Records. Kvůli nahrávání nového alba se Common přestěhoval z Chicaga do New Yorku. Na albu spolupracoval s úzkou skupinou muzikantů, kteří si začali říkat „Soulquarians“. Uskupení tvořili producenti Questlove, D'Angelo, J Dilla, James Poyser a interpreti Mos Def, Bilal a další.
Výsledné album Like Water for Chocolate bylo vydáno v březnu 2000. Album debutovalo na 16. příčce žebříčku Billboard 200 a celkem se ho v USA prodalo přes 500 000 kusů, čím Common získal svou první certifikaci zlatá deska. Album proniklo na trh i v Kanadě. Velký úspěch zaznamenala píseň "The Light", která se umístila na 44. příčce žebříčku Billboard Hot 100 a dodnes je jeho nejúspěšnější písní.
Druhé album u MCA Records a ve spolupráci se Soulquarians nazvané Electric Circus bylo vydáno v prosinci 2002. Album však nebylo propagováno tak jako předchozí. I proto se celkem v USA prodalo "jen" 293 000 kusů. Debutovalo na 47. příčce žebříčku Billboard 200. Vcelku úspěšným se stal singl "Come Close" (ft. Mary J. Blige). Ten se umístil na 65. příčce žebříčku Billboard Hot 100.
Roku 2003 získal svou první cenu Grammy za spolupráci se zpěvačkou Erykah Badu na písni "Love of My life (An Ode to Hip-Hop)".

### 2004–2009: éra GOOD Music
Roku 2004 hostoval na písní "Get Em High" rappera a hudebního producenta Kanye West z jeho alba The College Dropout. To vedlo k jeho upsání pod Westův label GOOD Music a k přesunutí smlouvy pod Geffen Records. Album Be bylo vydáno v květnu 2005. Téměř celé ho produkoval Kanye West, který na několika písních i hostoval. Album debutovalo na druhé příčce žebříčku Billboard 200 a prodalo se ho okolo 800 000 kusů, dodnes je jeho nejprodávanějším albem. Album přineslo Commonovi i mezinárodní úspěch. Mimo to bylo i velmi dobře hodnoceno kritiky. Album bylo nominováno na čtyři ceny Grammy. Nejúspěšnějším singlem byla píseň "Go!" (ft. Kanye West & John Mayer). Menší úspěch měly i písně "The Corner" (ft. Kanye West & The Last Poets) a "Testify".

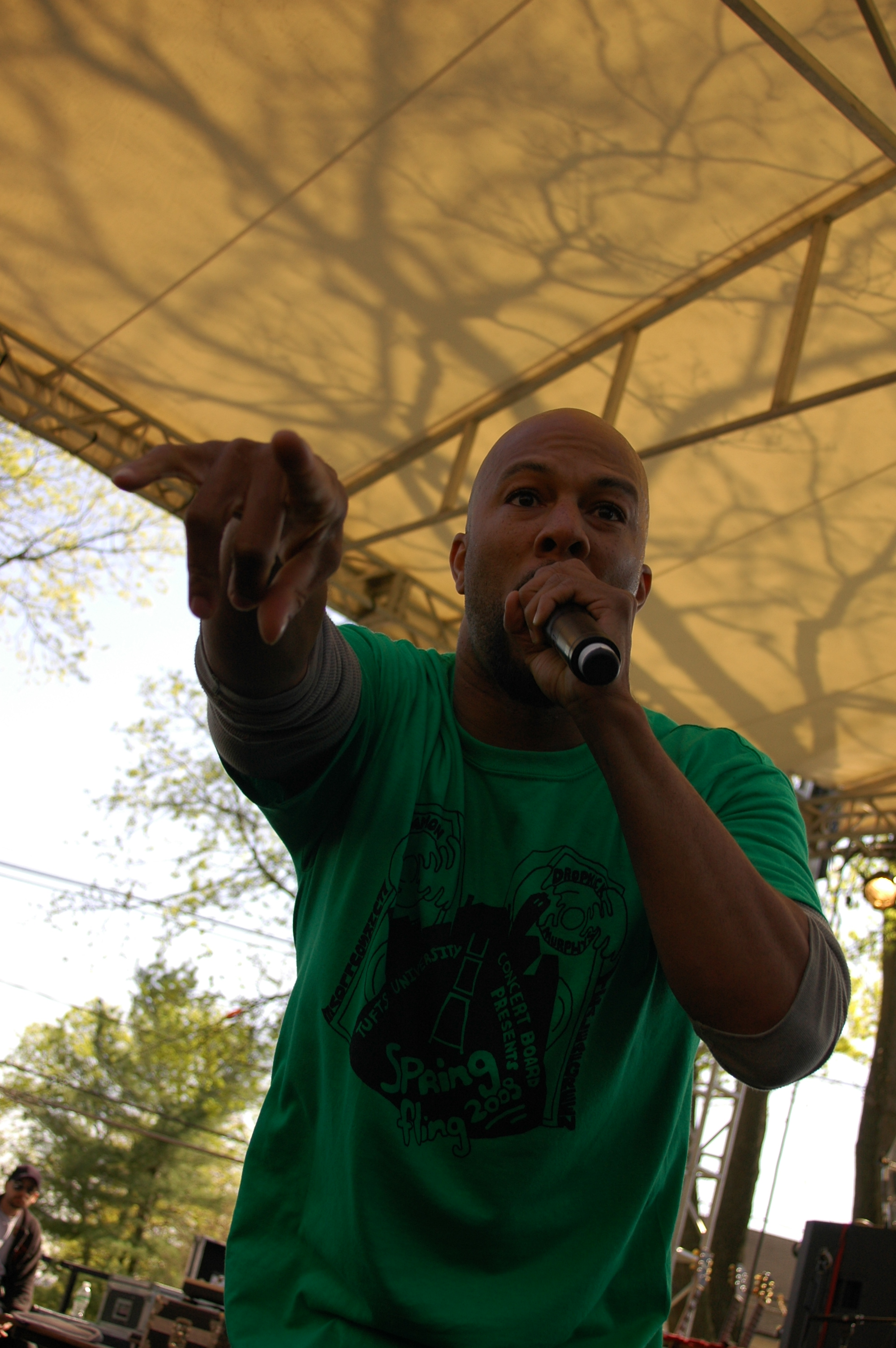
Common v roce 2008

Druhé album pod GOOD Music a celkem již sedmé studiové bylo nazváno Finding Forever. Album debutovalo na první příčce žebříčku Billboard 200, když se ho prodalo 155 000 kusů v první týden prodeje v USA. Celkem se ho v USA prodalo přes 500 000 kusů. Lehce úspěšnými singly se staly písně "The People" (ft. Dwele) a "I Want You" (ft. will.i.am).
Za píseň "Southside" (ft. Kanye West) získal cenu Grammy. Album bylo celkově nomináno na tři ceny Grammy.
Album Universal Mind Control mělo být vydáno pod názvem Invincible Summer v červnu 2008 nakonec bylo vydáno pod změněným názvem v prosinci téhož roku. Album bylo tvořeno ve stylu electro hop, kdy kompletní produkci zajistilo duo The Neptunes, které vede Pharrell. Po vydání sklidilo průměrné kritiky a stejně tak prodej. Debutovalo na 16. příčce s 81 000 prodanými kusy v první týden prodeje v USA. Celkem se v USA prodalo 211 000 kusů. Úspěšnější singl z alba byla píseň "Universal Mind Control" (ft. Pharrell), která se umístila na 62. příčce Billboard Hot 100.

### 2010–2012: The Dreamer, The Believer
Od roku 2010 pracoval na svém devátém studiovém albu The Dreamer, The Believer, které bylo vydáno 2011. Album po letech znovu produkovat pouze No I.D. Bylo vydáno pod společnostmi Think Common Music / Warner Bros. Records. Z alba pochází neúspěšné singly "Ghetto Dreams" (ft. Nas) a "Blue Sky". Alba se k únoru 2012 v USA prodalo 123 000 kusů.

### 2013–...: éra Def Jam
V roce 2013 byl upsán k nahrávací a distribuční společnosti Def Jam Recordings. Nové album s názvem Nobody's Smiling začal nahrávat ve spolupráci s labelem ARTium Recordings, který založil hudební producent No I.D., který celé album produkoval. Album bylo vydáno 22. července 2014 a za první týden se ho v USA prodalo 24 000 kusů, tím se umístil ona 6. příčce žebříčku Billboard 200. Celkem se ho v USA prodalo 37 581 kusů. Z alba pochází singly "Kingdom" (ft. Vince Staples), "Speak My Piece" a "Diamonds" (ft. Big Sean), ani jeden se v žebříčcích neumístil.
V roce 2015 obdržel ocenění Zlatý glóbus a Oscar za píseň "Glory" (ft. John Legend), kterou nahrál pro soundtrack k filmu Selma.
V roce 2016 vydal své jedenácté album s názvem Black America Again. Album bylo oceněno kritiky (87 bodů ze 100 na Metacritic), ale bylo komerčním neúspěchem, o první týden prodeje se prodalo 16 000 kusů a tím debutovalo na 25. příčce žebříčku Billboard 200. Z alba bylo vydáno pět singlů, ale ani jeden se v hudebních žebříčcích neumístil.

## Ostatní

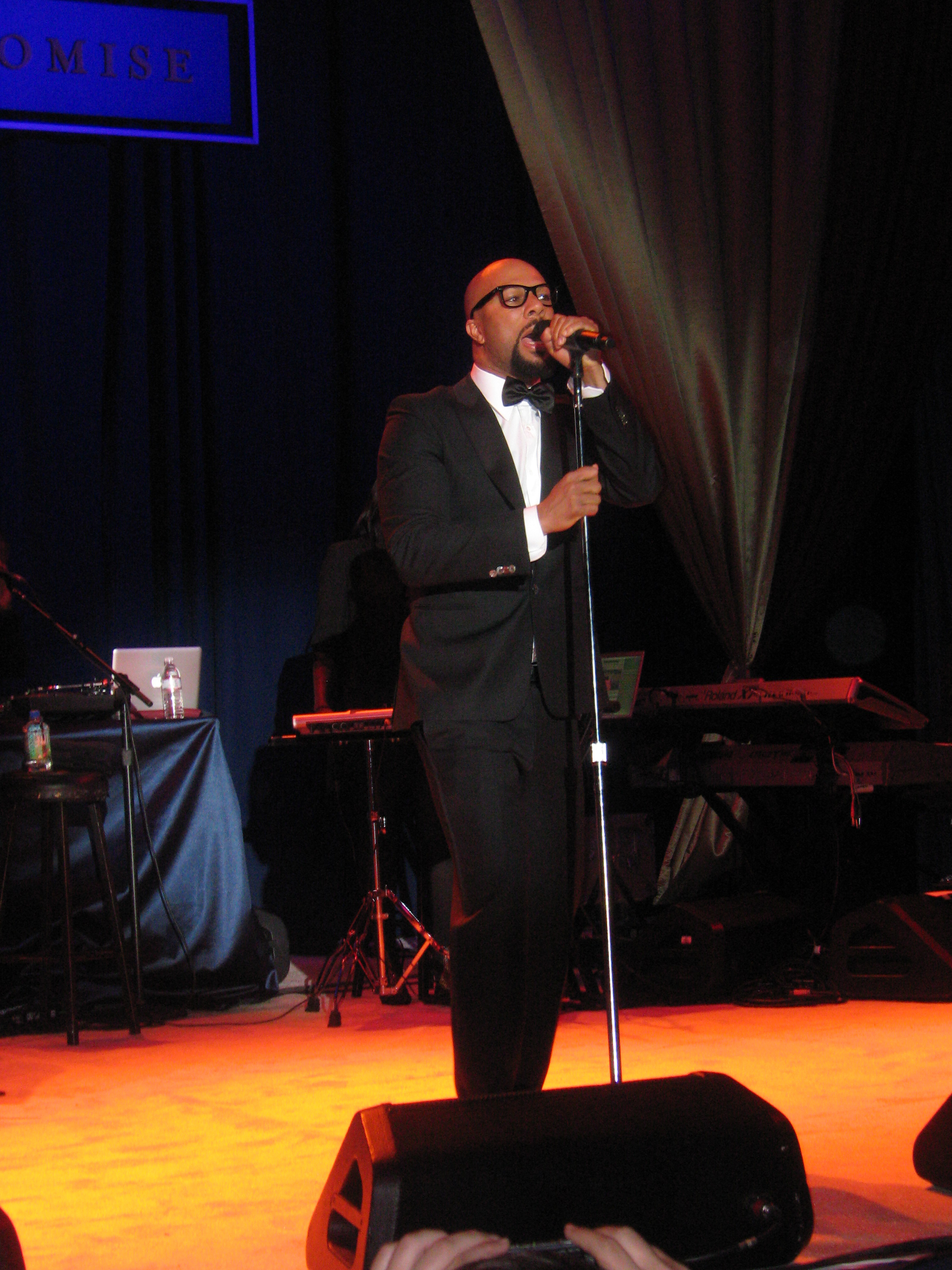
Common v roce 2009 na "Obama Home States Inaugural Ball"

### Herectví
Common poprvé hrál v roce 2007 ve filmu Smokin' Aces / (Sejmi Eso). Má již za sebou filmy jako American Gangster / (Americký Gangster) (2007), Street Kings (2008), Wanted (2008) nebo Terminátor Salvation (2009).

### Osobní život
V roce 1997 se mu narodila dcera Omoye Assata Lynn.
Je křesťan a praktikuje v chicagské Trinity United Church of Christ. Určitou dobu se scházel s tenistkou Serenou Williams a zpěvačkou Erykah Badu.
V květnu 2015 obdržel čestný doktorát od výzkumné univerzity Winston-Salem State University (která spadá pod University of North Carolina).

### Zajímavosti
- Roku 2006 byl modelem pro značku GAP. Roku 2007 byl tváří módní značky New Era.
- V roce 2008 se objevil v reklamě pro Lincoln Navigator. Také spustil svou vlastní značku oblečení nazvanou "Softwear", kterou mu financuje společnost Microsoft.
- V květnu 2011 ho první dáma USA Michelle Obama pozvala do Bílého domu přednášet báseň u příležitosti Čtení poezie. Někteří lidé tuto skutečnost kritizovali. V září téhož roku vydal své memoáry nazvané One Day It'll All Make Sense.
- Common je vegetarián, přesněji pescetarián, jí totiž ryby. Aktivně se zapojuje v hnutí PETA.

### Charita
Roku 1996 se zapojil do nahrávání alba America is Dying Slowly, které mělo přinést informovanost o nemoci AIDS mezi afroamerickým obyvatelstvem. Akci zaštítila organizace Red Hot Organization. Také je členem hnutí "Knowing Is Beautiful", které v současnosti informuje o nebezpečí nemoci AIDS.
Je zakladatelem neziskové organizace Common Ground Foundation, která se zabývá podporou vzdělanosti.

## Diskografie

### Studiová alba
| Rok  | Album                                                                                       | Nejvyšší umístění v hitparádě | Nejvyšší umístění v hitparádě | Nejvyšší umístění v hitparádě | Nejvyšší umístění v hitparádě | Nejvyšší umístění v hitparádě | Ocenění   |
| Rok  | Album                                                                                       | US 200                        | US Hip-Hop                    | US Rap                        | UK                            | CAN                           | Ocenění   |
| ---- | ------------------------------------------------------------------------------------------- | ----------------------------- | ----------------------------- | ----------------------------- | ----------------------------- | ----------------------------- | --------- |
| 1992 | Can I Borrow a Dollar? - Vydáno: 6. října 1992 - Vydavatel: Relativity                      | —                             | 70                            | —                             | —                             | —                             | US: /     |
| 1994 | Resurrection - Vydáno: 25. října 1994 - Vydavatel: Relativity                               | 179                           | 27                            | —                             | —                             | —                             | US: /     |
| 1997 | One Day it'll All Make Sense - Vydáno: 30. září 1997 - Vydavatel: Relativity                | 62                            | 12                            | —                             | —                             | —                             | US: /     |
| 2000 | Like Water for Chocolate - Vydáno: 28. března 2000 - Vydavatel: MCA, Universal              | 16                            | 5                             | —                             | —                             | 24                            | US: zlaté |
| 2002 | Electric Circus - Vydáno: 10. prosince 2002 - Vydavatel: MCA                                | 47                            | 9                             | —                             | —                             | —                             | US: /     |
| 2005 | Be - Vydáno: 24. května 2005 - Vydavatel: GOOD Music, Geffen                                | 2                             | 1                             | 1                             | 38                            | 10                            | US: zlaté |
| 2007 | Finding Forever - Vydáno: 31. července 2007 - Vydavatel: GOOD Music, Geffen                 | 1                             | 1                             | 1                             | 35                            | 10                            | US: zlaté |
| 2008 | Universal Mind Control - Vydáno: 9. prosince 2008 - Vydavatel: GOOD Music, Geffen           | 12                            | 4                             | 1                             | —                             | 79                            | US: /     |
| 2011 | The Dreamer, The Believer - Vydáno: 20. prosince 2011 - Vydavatel: T.C. Music, Warner Bros. | 18                            | 5                             | 4                             | 196                           | —                             | US: /     |
| 2014 | Nobody's Smiling - Vydáno: 22. července 2014 - Vydavatel: Artium, Def Jam                   | 6                             | 1                             | 1                             | 138                           | —                             | US: /     |
| 2016 | Black America Again - Vydáno: 4. listopadu 2016 - Vydavatel: Artium, Def Jam                | 25                            | 3                             | 3                             | —                             | —                             | US: /     |
| 2019 | Let Love - Vydáno: 30. srpna 2019 - Vydavatel: Loma Vista, Concord                          | 118                           | —                             | —                             | —                             | —                             | US: /     |
| 2020 | A Beautiful Revolution (Pt. 1) - Vydáno: 30. října 2020 - Vydavatel: Loma Vista             | —                             | —                             | —                             | —                             | —                             | US: /     |
| 2021 | A Beautiful Revolution (Pt. 2) - Vydáno: 10. září 2021 - Vydavatel: Loma Vista              | —                             | —                             | —                             | —                             | —                             | US: /     |
| 2024 | The Auditorium Vol. 1 (s Pete Rock) - Vydáno: 12. července 2024 - Vydavatel: Loma Vista     | —                             | —                             | —                             | —                             | —                             | US: /     |

### Kompilace
| Rok  | Album | Nejvyšší umístění v hitparádě | Nejvyšší umístění v hitparádě | Nejvyšší umístění v hitparádě | Ocenění |
| Rok  | Album | US Hip-Hop                    | US Rap                        | US Ind.                       | Ocenění |
| ---- | --- | ----------------------------- | ----------------------------- | ----------------------------- | ------- |
| 2007 | Thisisme Then: The Best of Common - Vydáno: 27. listopadu 2007 - Vydavatel: Relativity Rec., Legacy Rec. | 62                            | 23                            | 34                            | US: /   |
| 2010 | Go! - Common Classics - Vydáno: 11. května 2010 - Vydavatel: Geffen                                      | -                             | -                             | -                             | US: /   |

### Úspěšné singly
- 1995 - "Resurrection"
- 1997 - "Reminding Me (Of Sef)" (ft. Chantay Savage)
- 2000 - "The Light"
- 2002 - "Come Close" (ft. Mary J. Blige)
- 2005 - "The Corner" (ft. Kanye West & The Last Poets)
- 2005 - "Go!" (ft. Kanye West a John Mayer)
- 2005 - "Testify"
- 2007 - "The People" (ft. Dwele)
- 2007 - "I Want You" (ft. will.i.am)
- 2008 - "Universal Mind Control" (ft. Pharrell)
- 2015 - "Glory" (s John Legend)

## Filmografie

### Film
| Rok  | Název                             | Role                                         | Poznámky             |
| ---- | --------------------------------- | -------------------------------------------- | -------------------- |
| 2002 | Karamelka                         | Sám sebe                                     | Cameo                |
| 2006 | Dave Chapelle's Block Party       | Sám sebe                                     | Cameo                |
| 2007 | Sejmi eso                         | Sir Ivy                                      |                      |
| 2007 | Americký gangster                 | Turner Lucas                                 |                      |
| 2008 | Street Kings                      | Coates                                       |                      |
| 2008 | Wanted                            | The Gunsmith                                 |                      |
| 2009 | Terminator Salvation              | Barnes                                       |                      |
| 2009 | Dow Jones                         | Dow Jones                                    | krátkometrážní film  |
| 2010 | Noční rande                       | detektiv Collins                             |                      |
| 2010 | Jedině ona                        | Scott McKnight                               |                      |
| 2010 | Bouncing Cats                     | Sám sebe                                     | vypravěč             |
| 2011 | Happy Feet 2                      | Seymour                                      |                      |
| 2011 | Šťastný Nový rok                  | Chino                                        | Cameo                |
| 2012 | LUV                               | Strýček Vincent                              |                      |
| 2012 | Ali 70 from Las Vegas             |                                              | televizní film       |
| 2012 | Neobyčejný život Timothyho Greena | Trenér Cal                                   |                      |
| 2013 | Mládeži nepřístupno               | Bob Mone                                     | Segment: „The Pitch“ |
| 2013 | Podfukáři                         | Agent Evans                                  |                      |
| 2013 | Pawn                              | strážník Jeff Porter                         |                      |
| 2014 | X/Y                               | Jason                                        |                      |
| 2014 | Every Single Thing                | Devlin Hatch                                 |                      |
| 2014 | Selma                             | James Bevel                                  |                      |
| 2015 | Noční běžec                       | Pan Price                                    |                      |
| 2015 | Unity                             | Vypravěč                                     | dokument             |
| 2015 | The Wiz Live!                     | The Bouncer / Strážce vchodu do Emerald City | televizní speciál    |
| 2015 | Being Charlie                     | Travis                                       |                      |
| 2016 | Holičství 3: Nový sestřih         | Rashad                                       |                      |
| 2016 | Sebevražedný oddíl                | Monster T                                    |                      |
| 2017 | John Wick 2                       | Cassian                                      |                      |
| 2017 | Love Beats Rhymes                 | Coltrane                                     |                      |
| 2017 | Megan Leavey                      | Gunny Martin                                 |                      |
| 2017 | Událost velkolepých rozměrů       | Daniel Crawford                              |                      |
| 2018 | Příběh                            | Martin                                       |                      |
| 2018 | Here and Now                      | Ben                                          |                      |
| 2018 | Útok z hlubin                     | Rear Admiral John Fisk                       |                      |
| 2018 | Saint Judy                        | Benjamin Adebayo                             |                      |
| 2018 | Nenávist, kterou jsi probudil     | Carlos Carter                                |                      |
| 2018 | All About Nina                    | Rafe                                         |                      |
| 2018 | Yeti: Ledové dobrodružství        | Stonekeeper (hlas)                           |                      |
| 2019 | The Informer                      | Grens                                        |                      |
| 2019 | The Kitchen                       | Gary Silvers                                 |                      |
| 2020 | Ava                               | Michael                                      |                      |
| 2022 | Alice                             | Frank                                        |                      |

### Televize
| Rok         | Název             | Role                | Poznámky                                         |
| ----------- | ----------------- | ------------------- | ------------------------------------------------ |
| 2003        | Girlfriends       | Omar                | díl: „Take This Poem and Call Me in the Morning“ |
| 2004        | Game Over         | Cammon              |                                                  |
| 2004        | One on One        | Darius              | díl: „Cabin Fever“                               |
| 2011        | Single Ladies     | Mayor Howard        | díl: „Pilot“                                     |
| 2011–2014   | Hell on Wheels    | Elam Ferguson       | hlavní role                                      |
| 2013        | The Mindy Project | Ochranka            | díl: „Harry & Mindy“                             |
| 2014        | Framework         | Moderátor           |                                                  |
| 2015        | Lip Sync Battle   | Soutěžící           | 2. dubna 2015 (vs. John Legend)                  |
| 2016        | Live with Kelly   | Hostující moderátor | 31. května 2016                                  |
| 2017        | Simpsonovi        | Sám sebe            | díl: „The Great Phatsby“                         |
| 2017–dosuud | Lví hlídka        | Kiburi (hlas)       | 7 dílů                                           |
| 2018        | The Chi           | Rafiq               | 3 díly, také výkonný producent                   |

### Videohry
| Rok  | Název                   | Role     | Poznámky |
| ---- | ----------------------- | -------- | -------- |
| 2007 | NBA 2K8                 | Sám sebe |          |
| 2009 | Wanted: Weapons of Fate | Brummel  |          |
| 2009 | Terminator Salvation    | Barnes   |          |

## Ocenění a nominace

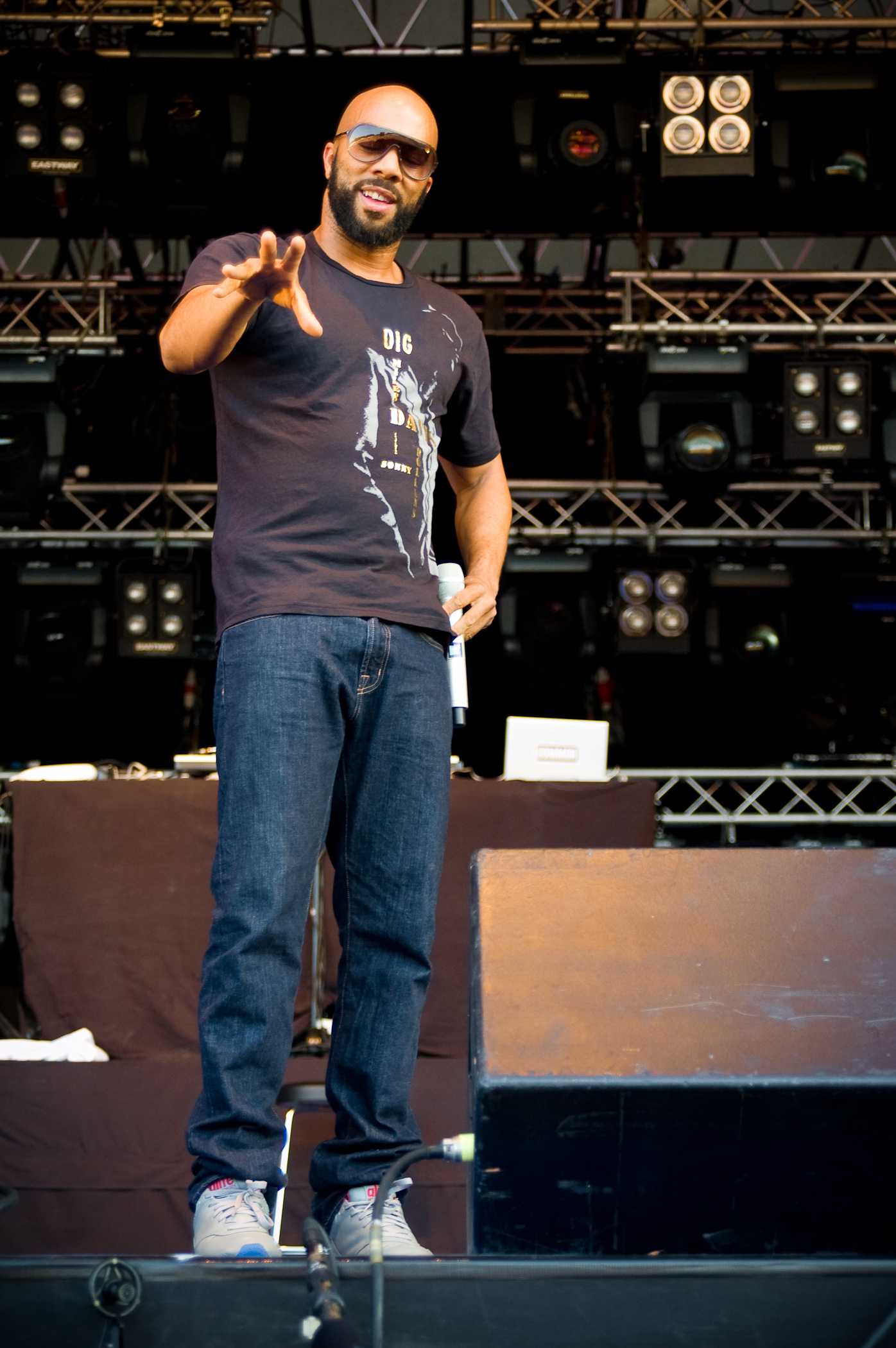
Common v roce 2008

| Rok  | Ocenění                                         | Kategorie                                                              | Práce                                                              | Výsledek  |
| ---- | ----------------------------------------------- | ---------------------------------------------------------------------- | ------------------------------------------------------------------ | --------- |
| 2001 | MTV Video Music Awards                          | Zlomové video                                                          | „The Sound of Illadelph (Geto Heaven Remix)“                       | nominace  |
| 2001 | Grammy Awards                                   | Nejlepší rapové sólo vystoupení                                        | „The Light“                                                        | nominace  |
| 2003 | BET Awards                                      | Videoklip roku                                                         | „Love of My Life (An Ode to Hip-Hop“ (sErykah Badu)                | vítězství |
| 2003 | BET Awards                                      | Cena diváků                                                            | „Love of My Life (An Ode to Hip-Hop“ (sErykah Badu)                | vítězství |
| 2003 | BET Awards                                      | Nejlepší kolaborace                                                    | „Love of My Life (An Ode to Hip-Hop“ (sErykah Badu)                | nominace  |
| 2003 | Black Reel Awards                               | Nejlepší původní nebo adaptovaná skladba                               | „Love of My Life (An Ode to Hip-Hop“ (sErykah Badu)                | vítězství |
| 2003 | MTV Video Music Awards                          | Ocenění MTV2                                                           | „Come Close“                                                       | nominace  |
| 2003 | Grammy Awards                                   | N ejlepší skladba napsaná pro film, televizi nebo další vizuální média | „Love of My Life (An Ode to Hip-Hop“ (s Erykah Badu)               | nominace  |
| 2003 | Grammy Awards                                   | Nejlepší R&B skladba                                                   | „Love of My Life (An Ode to Hip-Hop“ (s Erykah Badu)               | vítězství |
| 2003 | Grammy Awards                                   | Nejlepší urban/alternativní vystoupení                                 | „Love of My Life (An Ode to Hip-Hop“ (s Erykah Badu)               | nominace  |
| 2003 | NAACP Image Awards                              | Nejlepší duo nebo skupina                                              | „Love of My Life (An Ode to Hip-Hop“ (s Erykah Badu)               | nominace  |
| 2003 | NAACP Image Awards                              | Nejlepší skladba                                                       | „Love of My Life (An Ode to Hip-Hop“ (s Erykah Badu)               | nominace  |
| 2003 | NAACP Image Awards                              | Nejlepší videoklip                                                     | „Love of My Life (An Ode to Hip-Hop“ (s Erykah Badu)               | nominace  |
| 2003 | Soul Train Music Awards                         | Nejlepší R&B/Soul sing                                                 | „Love of My Life (An Ode to Hip-Hop“ (s Erykah Badu)               | nominace  |
| 2005 | MTV Video Music Awards                          | Nejlepší hip-hopové video                                              | „Come Close“                                                       | nominace  |
| 2005 | Vibe Awards                                     | Nejopravdovější video                                                  | „The Corner“                                                       | nominace  |
| 2006 | BET Awards                                      | Nejlepší hip-hopový umělec                                             | Common                                                             | nominace  |
| 2006 | BET Hip Hop Awards                              | Hip-hopové video roku                                                  | „Testify“                                                          | nominace  |
| 2006 | BET Hip Hop Awards                              | Textař roku                                                            | Common                                                             | vítězství |
| 2006 | MTV Video Music Awards                          | Nejlepší hip-hopové video                                              | „Testify“                                                          | nominace  |
| 2006 | MTV Video Music Awards                          | Nejlepší režie                                                         | „Testify“ (režisér: Anthony Mandler)                               | nominace  |
| 2006 | MTV Video Music Awards                          | Nejlepší umělecká režie                                                | „Testify“ (umělecký režisér: David Ross)                           | nominace  |
| 2006 | Grammy Awards                                   | Nejlepší rap kolaborace                                                | „They Say“ (feat. Kanye West a John Legend)                        | nominace  |
| 2006 | Grammy Awards                                   | Nejlepší rapové sólo vystoupení                                        | „Testify“                                                          | nominace  |
| 2006 | Grammy Awards                                   | Nejlepší rapové duo / skupinové vystoupení                             | „The Corner“ (feat. The Last Poets)                                | nominace  |
| 2006 | Grammy Awards                                   | Nejlepší rapové album                                                  | Be                                                                 | nominace  |
| 2006 | NAACP Image Awards                              | Nejlepší umělec                                                        | Common                                                             | nominace  |
| 2006 | NAACP Image Awards                              | Nejlepší hudební video                                                 | „Testify“                                                          | nominace  |
| 2006 | NAACP Image Awards                              | Nejlepší skladba                                                       | „Testify“                                                          | nominace  |
| 2006 | Soul Train Music Awards                         | Nejlepší R&B/Soulový singl - skupina, kapela nebo duo                  | „Supastar“                                                         | nominace  |
| 2006 | Soul Train Music Awards                         | Nejlepší R&B/Soul nebo rapový videoklip                                | „Testify“                                                          | nominace  |
| 2007 | BET Hip Hop Awards                              | Textař roku                                                            | Common                                                             | vítězství |
| 2007 | BET Hip Hop Awards                              | Album roku                                                             | Finding Forever                                                    | vítězství |
| 2007 | BET Hip Hop Awards                              | Nejlepší hip-hopové video                                              | „The People“                                                       | nominace  |
| 2007 | BET Hip Hop Awards                              | Nejlepší živé vystoupení                                               | Common                                                             | nominace  |
| 2007 | BET Hip Hop Awards                              | MVP roku                                                               | Common                                                             | nominace  |
| 2008 | BET Awards                                      | Nejlepší hip-hopový umělec                                             | Common                                                             | nominace  |
| 2008 | Grammy Awards                                   | Nejlepší rapové album                                                  | Finding Fover                                                      | nominace  |
| 2008 | Grammy Awards                                   | Nejlepší rap sólo vystoupení                                           | „The People“                                                       | nominace  |
| 2008 | Grammy Awards                                   | Nejlepší rap duo / skupinové vystoupení                                | „Southside“ (feat. Kanye West)                                     | vítězství |
| 2008 | NAACP Image Awards                              | Nejlepší umělec                                                        | Common                                                             | nominace  |
| 2009 | BET Awards                                      | Nejlepší filmový herec                                                 | Common                                                             | nominace  |
| 2009 | NAACP Image Awards                              | Nejlepší umělec                                                        | Common                                                             | nominace  |
| 2010 | Grammy Awards                                   | Nejlepší rap duo / skupinové vystoupení                                | „Make Her Say“ (feat. Kid Cudi a Kanye West)                       | nominace  |
| 2010 | Grammy Awards                                   | Nejlepší rapové album                                                  | Universal Mind Control                                             | nominace  |
| 2011 | Grammy Awards                                   | Nejlepší rapová kolaborace                                             | „Wake Up Everybody“ (feat. John Legend, The Roots a Melanie Fiona) | nominace  |
| 2012 | BET Awards                                      | Nejlepší filmový herec                                                 | Common                                                             | nominace  |
| 2012 | BET Awards                                      | Centric Award                                                          | Common                                                             | vítězství |
| 2012 | BET Hip Hop Awards                              | Album roku                                                             | „The Dreamer/The Believer“                                         | nominace  |
| 2012 | NAACP Image Awards                              | Umělec roku                                                            | Common                                                             | nominace  |
| 2013 | BET Awards                                      | Nejlepší filmový herec                                                 | Common                                                             | nominace  |
| 2014 | African-American Film Critics Association Award | Nejlepší hudba                                                         | „Glory“ (s Johnem Legendem)                                        | vítězství |
| 2014 | BET Hip Hop Awards                              | Impact track                                                           | „Kingdom“ (feat. Vince Staples)                                    | vítězství |
| 2015 | BET Awards                                      | Nejlepší hip-hopový umělec                                             | „Glory“ (s Johnem Legendem)                                        | nominace  |
| 2015 | BET Awards                                      | Video roku                                                             | „Glory“ (s Johnem Legendem)                                        | nominace  |
| 2015 | BET Awards                                      | Nejlepší kolaborace                                                    | „Glory“ (s Johnem Legendem)                                        | vítězství |
| 2015 | BET Hip Hop Awards                              | Impact track                                                           | „Glory“ (s Johnem Legendem)                                        | nominace  |
| 2015 | Black Reel Awards                               | Nejlepší původní nebo adaptovaná skladba                               | „Glory“ (s Johnem Legendem)                                        | vítězství |
| 2015 | Critics' Choice Movie Awards                    | Nejlepší skladba                                                       | „Glory“ (s Johnem Legendem)                                        | vítězství |
| 2015 | Georgia Film Critics Association Awards         | Nejlepší původní skladba                                               | „Glory“ (s Johnem Legendem)                                        | vítězství |
| 2015 | Grammy Awards                                   | Nejlepší rapová kolaborace                                             | „Blak Majik“ (feat. Jhené Aiko)                                    | nominace  |
| 2015 | Grammy Awards                                   | Nejlepší rapové album                                                  | Nobody's Smiling                                                   | nominace  |
| 2015 | Houston Film Critics Society Awards             | Nejlepší původní skladba                                               | „Glory“ (s Johnem Legendem)                                        | nominace  |
| 2015 | NAACP Image Awards                              | Nejlepší filmový herecký výkon ve vedlejší roli                        | Common                                                             | vítězství |
| 2015 | Oscar                                           | Nejlepší původní skladba                                               | „Glory“ (s Johnem Legendem)                                        | vítězství |
| 2015 | Soul Train Music Awards                         | Skladba roku                                                           | „Glory“ (s Johnem Legendem)                                        | nominace  |
| 2015 | Soul Train Music Awards                         | Ocenění skladatelů The Ashforda a Simpsona                             | „Glory“ (s Johnem Legendem)                                        | vítězství |
| 2015 | Soul Train Music Awards                         | Nejlepší kolaborace                                                    | „Glory“ (s Johnem Legendem)                                        | nominace  |
| 2015 | Zlatý glóbus                                    | Nejlepší původní skladba                                               | „Glory“ (s Johnem Legendem)                                        | vítězství |
| 2016 | Grammy Awards                                   | Nejlepší skladba napsaná pro vizuální média                            | „Glory“ (s Johnem Legendem)                                        | vítězství |
| 2016 | Grammy Awards                                   | Nejlepší rapová kolaborace                                             | „Glory“ (s Johnem Legendem)                                        | nominace  |
| 2016 | Grammy Awards                                   | Nejlepší rapová skladba                                                | „Glory“ (s Johnem Legendem)                                        | nominace  |